# Diocese de Albany
A Diocese de Albany (Dioecesis Albanensis) é uma circunscrição eclesiástica da Igreja Católica sediada em Albany, capital do estado norte-americano de New York. Abrange 14 condados da região leste do estado. Foi erigida em 23 de abril de 1847, pelo Papa Pio IX, sendo desmembrada da Diocese de Nova York, da qual se tornou sufragânea após sua elevação. Seu atual bispo é Edward Bernard Scharfenberger que governa a diocese desde 2014 e sua sé episcopal é a Catedral da Imaculada Conceição.
Possui 126 paróquias assistidas por 221 sacerdotes e cerca de 25% da população jurisdicionada é batizada.

## Prelados
|                 | Nome                          | Período    | Notas                            |        |
| Bispos          | Bispos                        | Bispos     | Bispos                           | Bispos |
| --------------- | ----------------------------- | ---------- | -------------------------------- | ------ |
| 10º             | Edward Bernard Scharfenberger | 2014-atual |                                  |        |
| 9º              | Howard James Hubbard          | 1977-2014  |                                  |        |
| 8º              | Edwin Broderick               | 1969-1976  |                                  |        |
| 7º              | William Scully                | 1954-1969  |                                  |        |
| 6°              | Edmund Gibbons                | 1919-1954  |                                  |        |
| 5º              | Thomas Cusack                 | 1915-1918  |                                  |        |
| 4º              | Thomas Martin Aloysius Burke  | 1894-1915  |                                  |        |
| 3°              | Francis McNeirny              | 1877-1894  |                                  |        |
| 2º              | John Joseph Conroy            | 1865–1877  |                                  |        |
| 1º              | John McCloskey                | 1847–1865  | Nomeado Arcebispo de Nova Iorque |        |
| Bispo-coadjutor |                               |            |                                  |        |
|                 | William Aloysius Scully       | 1945-1954  |                                  |        |
|                 | Francis McNeirny              | 1871-1877  |                                  |        |
| Bispo-auxiliar  |                               |            |                                  |        |
|                 | Edward Joseph Maginn          | 1957-1972  |                                  |        |

## Território
A Diocese de Albany abrange os seguintes condados: 

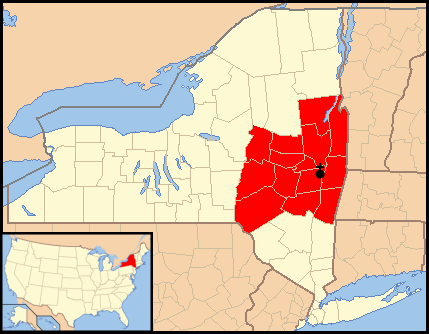
Área territorial da Diocese de Albany.

| - Albany - Columbia - Delaware - Fulton - Greene - Sudeste de Herkimer - Montgomery | - Otsego - Rensselaer - Saratoga - Schenectady - Schoharie - Warren - Washington |
| ----------------------------------------------------------------------------------- | -------------------------------------------------------------------------------- |